# Tier Halibel
Tier Halibel, (romanizada en Japón como Tier Harribel (ティア・ハリベル Tia Hariberu?)), erróneamente transliterado en ocasiones como Tia Harribel o Tia Halibel, es la Tercera Espada del ejército de Arrancar reclutados por Sōsuke Aizen con el propósito de combatir a las fuerzas del Gotei 13 y cumplir sus propósitos de sentarse en el trono de los cielos. Es la única mujer Espada de su generación y, dado el alto rango que ocupa, es tenida en cuenta como uno de los Arrancar más poderosos de la serie. Además, solo ella y Starrk de entre los Espada son conocidos por su apellido, que en un principio se creyó que se escribía Halibel, en su caso en particular. Antiguamente se le conocía como Tia Harribel, pero su nombre original fue revelado en el Character Book 3 UNMASKED.

## Apariencia
Halibel es una Arrancar de piel oscura y de constitución atlética, acentuadas por sus exóticos rasgos. El color de sus ojos es de un marcado azul turquesa, mientras que su cabello es de un vistoso color rubio dorado, al igual que sus cejas y sus pestañas. Lleva el pelo corto y despeinado, a excepción de tres pequeños mechones recogidos en coletas.
Dentro de todos los Arrancar, Halibel es quien ha conservado más restos de máscara Hollow, extendiéndose desde las mejillas hasta los pechos, si bien debido a la censura en la versión del anime, se hizo que los restos de máscara se prolongasen hasta cubrirle todo el pecho. En la zona de la mandíbula, los vestigios de máscara toman el aspecto de la dentadura de un depredador, similar en cierta forma a la de Grimmjow Jaegerjaquez, aunque totalmente completa. Al igual que ocurre con otros Arrancar, se ignoraba la posición del agujero Hollow de Halibel, o si siquiera lo tenía, ya que al menos en su estado liberado muestra la mayor parte de su cuerpo y no hay ni rastro de él. Sin embargo, en el Character Book 3 UNMASKED, se revela que su agujero se halla situado en el útero. El número 3 que indica su posición dentro de los Espada lo lleva tatuado en el lado izquierdo de su seno derecho si bien, como ocurre con la mayoría de los otros Espada, desaparece una vez que ha liberado su zanpakutō.
La indumentaria de Halibel es la propia de los Arrancar del ejército de Aizen, y consiste en una chaqueta blanca y un hakama del mismo color, ceñido a la cintura mediante un sash de color negro. No obstante, en el caso de la Tercera Espada la forma de la chaqueta varía ostensiblemente de las vistas en otros personajes, al dejar al descubierto la mitad inferior de sus pechos, si bien de nuevo en el anime se ha cubierto esta zona con más tela de la que se muestra en la historia original. El cuello de la chaqueta de Halibel sube hasta cubrir la mitad su rostro, de tal forma que tapa todos los restos de máscara Hollow a excepción de las placas superiores en las mejillas. En la zona de la boca, cuenta además con dos prominentes estructuras circulares, quizás para hacerse entender con más claridad. Las mangas se extienden hasta envolver sus manos con unas extensiones que se asemejan a unos guantes negros. Halibel lleva su Zanpakutō a la espalda y de forma horizontal, similar a como lo hace Suì-Fēng y los miembros de clan Shiba.

## Personalidad
Halibel es una persona muy callada, que habla en contadas ocasiones y en todas ellas con una seriedad tal que llega en algunos casos a ser severidad. Comparada con otros Arrancar, que suelen ser arrogantes, jactanciosos, impulsivos, egoístas y amantes de la lucha, la Tercera Espada es bastante más contenida, reservada y calmada, prefiriendo mantenerse en la distancia analizando la situación y a sus oponentes en persistente silencio antes que pelear por su propia cuenta. Aunque Halibel no cede con facilidad a las provocaciones de aliados o enemigos, tampoco acepta de buen grado el liderazgo sobre ella de otra persona que no sea el propio Aizen. Con todos los personajes con los que ha interaccionado, independientemente de su bando, Halibel se ha mostrado sorprendentemente respetuosa y exenta de bravuconería, y por mucha sangre fría que haya demostrado poseer en una lucha, no deja de hacer patentes muchas de las observaciones de las que se percata en un combate, o bien para poner en evidencia a su adversario o bien para hacer notar su naturaleza perceptiva.

## Relaciones
Antes de la Batalla de Karakura, los únicos personajes con los que coincide Halibel aparte de su fracción son Aizen y sus compañeros Espada. En esos momentos, Halibel ha mantenido la mayor parte del tiempo un obstinado silencio, interviniendo tan solo en una ocasión para criticar a su colega Nnoitra Gilga por poner en duda las palabras de Aizen o diciendo a Baraggan Louisenbairn que con su actitud no hace más que infravalorar a su líder supremo. Ciertamente, la Tercera Espada parece ser extremadamente fiel a Aizen, ofendiéndose con todo aquel que, según ella, le falta al respeto. Como contrapartida, éste se muestra sumamente respetuoso y cortés con ella, al igual que con el resto de los Espada. Por ello, no deja de resultar irónico que Halibel muriese precisamente a manos de Aizen, quien afirmó que se sentía decepcionado por haberse preocupado tanto a la hora de buscar a los Espada y éstos no habían resultado ser tan fuertes como esperaba. La estupefacción de Halibel fue visible, mas al recibir su ataque a traición, ella no se rindió y siguió oponiendo resistencia, arremetiendo contra Aizen con sus fuerzas restantes.
Curiosamente, Halibel ha demostrado cierto interés por aquellos que son sus enemigos, tal y como se vio durante la lucha entre Ichigo y Grimmjow, y también en Karakura, cuando pregunta a Tōshirō Hitsugaya acerca de su poder espiritual fluctuante o a Lisa Yadōmaru si es correcto que le ataque ella sola, siendo tres los enemigos disponibles. Al contrario que muchos otros Arrancar, Halibel ha mostrado consideración e incluso respeto hacia sus oponentes, tratándolos de igual a igual, aunque también cabe destacar que en ningún momento ha llegado a dudar de su propia victoria, aceptando con toda naturalidad el hecho de combatir a un mismo contra tres y confiando plenamente en sus posibilidades.

### Fracción
Si tal es su deseo, un Espada puede tomar de entre los Números a tantos Arrancar como quiera para que pasen a convertirse en su más directos subordinados, en forma de su Fracción. Lo normal es que todo integrante de una Fracción sienta un profundo respeto hacia su jefe, llegando en ocasiones a un temor reverencial, pero entre los Espada actuales lo cierto es que el caso de la Tercera Fracción probablemente sea el más singular, ya que además de estos mismos sentimientos parece existir un vínculo entre Halibel y su Fracción que va más allá de la admiración o del miedo. Como demostraría Halibel durante la Batalla de Karakura, la Tercera Espada sentía un aprecio considerable por su Fracción, un caso ciertamente único, ya que los demás Espada no dejan de contemplar a su Fracción como una herramienta de combate más. La estima de Halibel por su Fracción es tal que no duda en ponerse seria y desplegar un mayor potencial de lucha al saber que han muerto, y llegar a encararse con el mismísimo comandante general Yamamoto con la intención de vengar a sus subordinadas.
La Fracción de Halibel está compuesta de tres arrancar femeninas, que sienten una fidelidad sin paliativos por su líder que las une más allá de las frecuentes discusiones que existen entre ellas. Así, en cuanto perciben un cambio en la actitud de Halibel o simplemente comprenden que para facilitarle las cosas a su jefa lo mejor es que colaboren, no dudan en aparcar sus diferencias y trabajar en equipo. Las integrantes de la Tercera Fracción son:
- Emilou Apacci (アパッチ, Emiro Apacchi), aparentemente la que posee una personalidad muy impulsiva y prepotente, que puede ser provocada con mucha facilidad. Fue derrotada por el comandante general Yamamoto, al igual que sus compañeras.

- Franceska Mila Rose (ミラ・ローズ, Furanshesuka Mira Rōzu), es muy similar en su forma de ser a Apacci, que ante el mínimo comentario ambas se enzarzan en una disputa. Fue derrotada por el comandante general Yamamoto, al igual que sus compañeras.

- Cyan Sung-Sun (スンスン, Sunsun), considerada la más sosegada del grupo, aunque con sus ácidos comentarios también acabe entrando en las peleas. Fue derrotada por el comandante general Yamamoto, al igual que sus compañeras.

Las tres poseen una técnica que realizan en conjunto. La misma consiste en la invocación de una gigantesca bestia sedienta de sangre llamada Ayon que es creada a partir de sus brazos izquierdos. Esta técnica recibe el nombre de Quimera Parca.

## Historia

### Los espadas
Actualmente la única mujer Espada. Sus apariciones suelen ser cortas, por ejemplo en la arrancarización de Wonderweiss Margela aparece junto a otros Espada como Luppi o Nnoitra Jiruga entre otros.

### Hueco Mundo
En la reunión de Espada convocada por Aizen con motivo de la intrusión en Hueco Mundo de Ichigo Kurosaki, Uryū Ishida y Yasutora Sado mantiene un agrio intercambio de palabras con el Quinto Espada Nnoitra Jiruga, que comenzó a subestimar a los intrusos, siendo instantáneamente corregido por Halibel, que recibió una destemplada respuesta del extraño Arrancar.
Recibe más tarde la noticia de la muerte del Noveno Espada, Aaroniero Arruruerie a manos de Rukia Kuchiki por comunicación instantánea con seriedad e impertérrita, a pesar de la preocupación de su Fracción por ello.
Su siguiente paso es moverse hasta el lugar del combate entre el Sexto Espada Grimmjow Jaegerjaquez e Ichigo Kurosaki en el que compara a Ichigo con un Espada por su estado Visored y les recomienda a sus mermadas subordinadas atesorar el miedo que sienten, pues es primario y puro.
Posteriormente cuando Sōsuke Aizen trata de iniciar la invasión a Karakura para formar la Ōken tras encerrar a los intrusos y a los cuatro Capitanes del Gotei en Hueco Mundo, convoca a Halibel, Starrk y Baraggan junto a sus respectivas Fracciones para pelear junto a él contra los Capitanes restantes y sus Tenientes, todo esto en la Sociedad de Almas, a donde ha sido trasladada la ciudad de Karakura y ha sido replicada.

### La Batalla por Karakura
Los Capitanes planean concentrarse en Sōsuke Aizen una vez hayan acabado con los Espada, para ello Shigekuni Yamamoto-Genryūsai libera su shikai y utiliza su técnica Jōkakū Enjō para aislar a Aizen, Gin Ichimaru y Kaname Tōsen. A pesar de esto Aizen confía en la victoria de sus Espada.
En lugar de Aizen, el anciano Baraggan toma el control de las fuerzas a pesar del descontento de Halibel y Lilynette y se dispone a destruir los cuatro pilares que sustentan a Karakura en la Sociedad de Almas y a la réplica en su lugar, para lo cual envía a varios y primitivos Arrancar a destruirlos, no obstante el Comandante Yamamoto ya ha enviado allí a Shūhei Hisagi, Madarame Ikkaku, Yumichika Ayasegawa e Iduru Kira, que acaban fácilmente con la amenaza. A pesar de esto el Espada envía a cuatro de sus Fracciones para acabar con las "hormigas" que guardan los pilares. Findol, Abirama y Charlotte caen inmediatamente y aunque Pō destruye un pilar y derrota a Ikkaku Madarame, el Capitán Sajin Komamura acaba con él de un solo golpe haciendo fracasar el plan del Espada, que se levanta furioso.
Tras el fracaso de parte de la Fracción de Barragan Luisenbarn al intentar destruir los pilares que sostienen la falsa Karakura, la fracción de Halibel (Apache, Mila Rose y Sun Sun) se dispone a pelear contra Tōshirō Hitsugaya y Rangiku Matsumoto, sin embargo Hitsugaya ataca directamente a la Espada, en su combate, la Espada nota la perturbación en la energía de Hitsugaya cuando Momo Hinamori aparece para ayudar en la batalla. Una vez su Fracción ha sido derrotada por Shigekuni Yamamoto-Genryūsai, Halibel muestra su rango de Tercera Espada al igual que los grandes restos de su máscara y fuerza el bankai de Hitsugaya.
Avanzado el enfrentamiento la Espada parece llevar la delantera, y decepcionada con el nivel del Capitán libera su zanpakutō (Tiburón) para acabar con su oponente, al que parte en dos de un solo golpe.  Después de eso, se dirige al Capitán Comandante Shigekuni Yamamoto-Genryūsai dispuesta a atacarlo por haber derrotado a su fracción.
Sin embargo, Halibel tan solo había partido en dos a un señuelo que creó el Capitán Hitsugaya, el cual apareció atacando a una sorprendida Espada, y reanudaron el combate. Mientras Hitsugaya pelea con esta, le va diciendo que sus ataques (que son a base de agua) se los puede devolver ya que el controla este elemento; a lo que Halibel le dice ella también puede hacer lo mismo. Tras una corta conversación con su rival Hitsugaya, este revela que su poder puede controlar toda el agua que está bajo el cielo y decide realizar su técnica definitiva Hyōten Hyakkasō con la que la Espada es atrapada en un enorme obelisco helado.
Tras la aparición de Wonderwiss se revela que ha sobrevivido, destruyendo el obelisco de hielo. Después de la llegada de los Vizars y de que estos derrotaran a los gillians, Halibel está a punto de matar a Hitsugaya, pero Hiyori y Lisa consiguen aparecer y salvar al capitán decidiendo ayudarlo en la batalla contra Halibel.
Lucha contra los tres a la vez, que usan sus shikais empatando con ella. Pero entonces Aizen da orden de actuar a Gin y Tousen y ataca a la desconcertada Espada diciendo que le es innecesaria pues no es lo suficiente fuerte como para protegerle.

## Poderes
Halibel es la Tercera Espada, lo cual quiere decir que ocupa el puesto número 3 en poder entre todos los arrancars de Hueco Mundo.
Detecta la energía espiritual y sus fluctuaciones con la técnica Pesquisa.
Se mueve entre los mundos con la técnica llamada Garganta.
Realiza desplazamientos sumamente rápidos con la técnica Sonido.
Es capaz de utilizar con su Zanpakutō el ataque Proyectil Azul para lanzar una ráfaga a distancia de energía.
Dispara la ráfaga de energía o Cero al trazar un movimiento con su espada.
En el databook 3 UNMASKED se da a conocer que está viva ya que su fracción le pidió a Orihime que la curara, lo cual después enrumba con ellas de vuelta al Hueco Mundo.

## Zanpakutō
Porta su zanpakutō sobre su espalda en forma similar a la de Suì-Fēng. La espada en sí es especialmente amplia en comparación con los demás y tiene un estilo occidental de guardia. Esta parece estar hueca en el centro y el rellenada por una extraña energía que puede utilizar para atacar a larga distancia con el ataque Proyectil Azul.
Su zanpakutō recibe el nombre de Tiburón (皇鮫后 (ティブロン) tiburon?) y la libera con el comando ataca (討て ute?). En su forma liberada pierde la mayor parte de su máscara y su ropa, quedando al descubierto su cara al completo. Su brazo derecho se transforma en lo que parece una gran espada semejante a la aleta de un tiburón con la cual Halibel puede asestar cortes a velocidades extremadamente rápidas además de contar con un alcance mortal.
En su forma liberada ha mostrado tres técnicas:
- Hirviendo (灼海流（イルビエンド） 'irubiendo'?, literalmente "Corriente abrasadora"): técnica con la que Halibel utiliza su espada para bloquear y derretir el dragón de hielo que ha creado Hitsugaya en su intento de atacarle.
- Cascada (断瀑（カスケタ） 'kasukada'?, literalmente "Catarata cortante"): después de retener en el extremo de su arma el hielo del ataque de Hitsugaya y de haberlo convertido en agua líquida con su habilidad Hirviendo, Halibel utiliza esta técnica para devolver toda esa agua en una potentísima y enorme ráfaga.
- La Gota (ラ・ゴータ Ra Gōta?, literalmente "Gota de Guerra"): Con esta técnica es capaz de lanzar proyectiles de agua en forma de lanzas a gran velocidad.